# Unione Sportiva Vezio Parducci Viareggio 1929-1930
Questa voce raccoglie le informazioni riguardanti lo Unione Sportiva Viareggio nelle competizioni ufficiali della stagione 1929-1930.

## Stagione
4ª edizione del terzo livello del campionato italiano di calcio. 

## Rosa
| N. |                   | Ruolo | Calciatore           |
| -- | ----------------- | ----- | -------------------- |
|    | Italia (bandiera) | D     | Leonetto Amadei      |
|    | Italia (bandiera) | D     | Giovanni Bertuccelli |
|    | Italia (bandiera) | D     | Lisandro Bertuccelli |
|    | Italia (bandiera) | A     | Antonio Giordani     |
|    | Italia (bandiera) | C     | Angelo Ghilarducci   |
|    | Italia (bandiera) | C     | Edgardo Marchetti    |
|    | Italia (bandiera) | C     | Gino Lemmetti        |
|    | Italia (bandiera) | C     | Elio Micheli         |
|    | Italia (bandiera) | D     | Salvatore Giorgetti  |

| N. |                   | Ruolo | Calciatore         |
| -- | ----------------- | ----- | ------------------ |
|    | Italia (bandiera) | D     | Renato Pasquinucci |
|    | Italia (bandiera) | A     | Saverio Puccinelli |
|    | Italia (bandiera) | D     | Giuseppe Puccioni  |
|    | Italia (bandiera) | P     | Eugenio Rossani    |
|    | Italia (bandiera) | A     | Euro Riparbelli    |
|    | Italia (bandiera) | C     | Libero Simonetti   |
|    | Italia (bandiera) | A     | Mameli Viani       |
|    | Italia (bandiera) | P     | Pietro Zappelli    |
|    | Italia (bandiera) | D     | Giacomo Zappelli   |